# Melek Taus

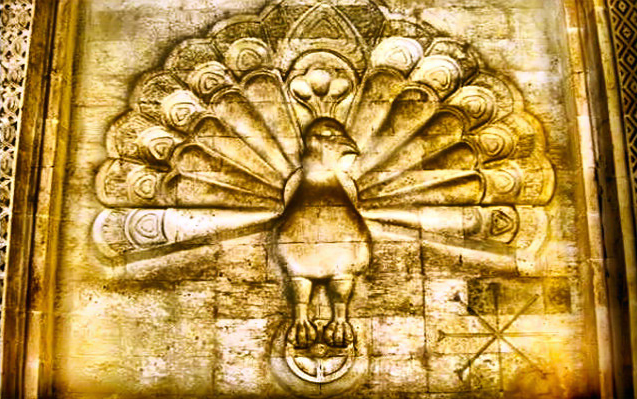
Melek Taus

Melek Taus (kurdiska: Tawûsê Melek, ”påfågelängeln”) är en av de centrala figurerna i den yazidiska religionen yazdanism. Enligt de yazidiska historierna skapade Gud världen och lämnade över ansvaret för den till sju heliga väsen som liknas vid änglar eller heft sirr (”de sju mysterierna”). Deras ledare är ängeln Melek Taus. Yazdanism, även kallat yazidism, är en uråldrig kurdisk religion med rötter i uriransk mytologi. Före 1200-talet var den yazidiska religionen den största religionen bland kurder. Även yazidism utgör en viktig grund till kurdiska traditionella figurer. I Sverige blev kurdiska yazidier kända genom Gunnar Ekelöfs aforismer. Hans bok Den kurdiska fursten i Bysantinsk emgion handlar om en yazidi-kurdisk furste som hamnar i bysantinsk emgion, fängelse.
Liksom många aspekter av den hemlighetsfulla yazidiska religionen är Melek Taus föremål för olika tolkningar. Den yazidiska uppenbarelseboken Ketêbâ Jelwa, som tros ha blivit nedtecknad först på 1900-talet (baserat på uppgifter ur yazidisk muntlig tradition) trots att en översättning från 1800-talet finns, anges innehålla Melek Taus budskap; att han allokerar ansvar, välsignelser och olyckor hos mänskligheten efter eget gottfinnande och att det inte är Adams folk plats att ifrågasätta hans val.

## Anklagelser om djävulsdyrkan
Sedan det sena 1500-talet har vissa muslimer anklagat yazidierna för djävulsdyrkan på grund av likheten mellan den i Koranen beskrivna Iblis och beskrivningen av Melek Taus vägran att buga sig för Adam. Medan muslimerna smädar Iblis för sin vägran att underställa sig Gud och buga för Adam på grund av att de tror att olydnaden gjort att han fallit från Guds nåd, ärar yazidierna Melek Taus för hans oberoende och tror att Gud befallde Melek Taus som ett test för att se om han förstod sin egen majestät och sublima natur. Anklagelser om djävulsdyrkan har närt hundratals år av våldsam förföljelse som inneburit att de yazidiska samhällena koncentrerats till avlägsna bergsområden i nordvästra Irak. Det yazidiska tabut mot det arabiska ordet Shaitan (الشیطان) och vad gäller ord som innehåller konsonanterna š (sh) och t/ṭ har använts för understödja påståendet om en koppling mellan Melek Taus och Iblis. Det finns dock inga belägg för påståendet att det rör sig om samma varelse.